# Хлопков
Хлопков (укр. Хлопків) — село, входит в Барышевскую поселковую общину Броварского района Киевской области Украины. До 2020 года входило в состав Барышевского района.
Население по переписи 2001 года составляло 40 человек. Почтовый индекс — 07500. Телефонный код — 4576. Занимает площадь 0,37 км².

## Местный совет
07523, Киевская обл., Барышевский р-н, c. Дерновка, ул. Суворова, 1а